# Карасино (Тверская область)
Карасино — деревня в Удомельском городском округе Тверской области.

## География
Деревня находится в северной части Тверской области на расстоянии приблизительно 29 км на запад-северо-запад по прямой от железнодорожного вокзала города Удомля.

## История
Впервые упоминается в 1550 году. Дворов (хозяйств) было учтено 14 (1859), 30(1886), 23 (1911), 26 (1958), 7 (1986), 3 (1999). В советский период истории работали колхозы «Карасино», «Активист» и «Искра». До 2015 года входила в состав Мстинского сельского поселения до упразднения последнего. С 2015 года в составе Удомельского городского округа.

## Население
Численность населения: 99 человек (1859 год), 121 (1886), 132(1911), 63 (1958), 7(1986), 4 (1999), 8 (русские 87 %) в 2002 году, 6 в 2010.